# Gal Arel
Gal Arel (Kiryat Haim, Israel, 9 de julio de 1989) es un futbolista israelí con nacionalidad francesa. Juega de centrocampista ofensivo y su actual equipo es el Hapoel Haifa de la Premier League de Israel.

## Trayectoria
El israelí con pasaporte francés ha jugado en su país en las filas del  Hapoel Haifa FC, Hapoel Be'er Sheva y Hapoel Petah Tikva. Además, ha sido internacional en las categorías inferiores de la selección de su país desde los 16 años.
En 2015, da el salto a Europa para jugar en el Club Gimnàstic de Tarragona de la Liga Adelante.

## Clubes
| Club                | País    | Año       | Partidos | Goles |
| ------------------- | ------- | --------- | -------- | ----- |
| Hapoel Haifa FC     | Israel  | 2009-2013 | 119      | 11    |
| Hapoel Be'er Sheva  | Israel  | 2013-2015 | 45       | 1     |
| Hapoel Petah-Tikvah | Israel  | 2015      | 11       | 1     |
| Nàstic de Tarragona | España  | 2015      | 4        | 0     |
| Zawisza Bydgoszcz   | Polonia | 2016      | 5        | 0     |